# Sofja Alexandrowna Smirnowa
Sofja Alexandrowna Smirnowa (russisch Софья Александровна Смирнова; * 1. Februar 1988 in Meschduretschensk) ist eine russische Freestyle-Skierin.

## Werdegang
Smirnowa begann ihre Sportkarriere als Alpinskirennläuferin. Von 2004 bis 2011 nahm sie dabei vorwiegend an FIS-Rennen teil. Seit der Saison 2011/12 tritt sie bei Freestyle-Wettbewerben in der Disziplin Skicross an. Ihr Debüt im Weltcup hatte sie am 25. Februar 2012 in Bischofswiesen, wo sie den zehnten Platz belegte. Im folgenden Jahr fuhr sie bei den Weltmeisterschaften 2013 in Voss auf den 30. Platz. In der Saison 2013/14 startete sie im Europacup. Dabei holte sie zwei Siege und erreichte zum Saisonende den vierten Platz in der Disziplinenwertung.
In der folgenden Saison 2014/15 kam Smirnowa bei elf Weltcupteilnahmen fünfmal unter die ersten Zehn. Dabei gelang ihr mit dem dritten Platz in Arosa die erste Weltcup-Podestplatzierung. Zum Saisonende belegte den neunten Platz im Skicross-Weltcup. Beim Saisonhöhepunkt, den Weltmeisterschaften 2015 am Kreischberg, fuhr sie auf den 21. Platz. Im März 2015 wurde sie russische Skicross-Meisterin. Nach Platz 3 im Europacup zu Beginn der Saison 2015/16 errang sie im Weltcup drei Top-10-Platzierungen und belegte zum Saisonende den zehnten Platz im Skicross-Weltcup. Im März 2016 wurde sie erneut russische Meisterin.
Smirnova nahm bisher an 31 Weltcuprennen teil und kam dabei zehnmal unter die ersten zehn. (Stand: Saisonende 2015/16)

## Erfolge

### Weltmeisterschaften
- Voss 2013: 30. Skicross
- Kreischberg 2015: 21. Skicross

### Weltcup
Smirnowa errang im Weltcup bisher einen Podestplatz.
Weltcupwertungen:
| Saison  | Gesamt | Gesamt | Skicross | Skicross |
| Saison  | Platz  | Punkte | Platz    | Punkte   |
| ------- | ------ | ------ | -------- | -------- |
| 2011/12 | 92.    | 7      | 25.      | 70       |
| 2012/13 | 227.   | 0      | 50.      | 3        |
| 2014/15 | 35.    | 26,64  | 9.       | 293      |
| 2015/16 | 53.    | 22,17  | 10.      | 266      |

### Europacup
- Saison 2013/14: 4. Platz Skicross-Disziplinenwertung
- 4 Podestplätze, davon 2 Siege

### Weitere Erfolge
- 2 russische Meistertitel (2015, 2016)
- 1 Podestplatz im South American Cup